# Marvin Martin
Marvin Martin (Paris, 10 de janeiro de 1988) é um futebolista francês que atua como meio-campista. Atualmente, defende o Chambly, pela Ligue 2.

## Carreira
Tendo chegado ao Sochaux aos catorze anos, após passar por equipes amadoras do futebol local, estrearia profissionalmente no clube aos vinte. Após duas boas temporadas iniciais, se tornaria um dos grandes destaques do futebol francês em sua terceira, a 2010/11, quando disputou 39 partidas e marcou quatro vezes. Martin também distribuiu dezessete assistências, terminando em primeiro no quesito. Também seria eleito pouco tempo após completar 23 anos o melhor jogador do mês de janeiro. Ainda concorreria ao prêmio de revelação do campeonato francês, mas acabaria perdendo para Mamadou Sakho.
Como recompensa por sua boa temporada, receberia sua primeira convocação para a Seleção Francesa, fazendo sua estreia em 6 de junho de 2011, quando entrou no segundo tempo, marcando dois gols e dando uma assistência na vitória por 4 x 1 sobre à Ucrânia.
Depois de um começo bom no Sochaux, depois de sua chegada no Lille, Martin não conseguiu repetir as boas ações de antes, tendo mais momentos ruins do que bons, chegando a atuar até pelo time B do Lille. Ainda seria emprestado ao Dijon FCO, onde também não obteria sucesso. Ainda voltaria ao Lille e encerraria seu contrato, fazendo 100 jogos e não marcando nenhum gol.
Depois da decadência, ainda tentaria se recuperar e assinou com Reims, onde também não obteria sucesso.
Depois do Reims, assinou com o Chambly, da segunda divisão francesa.